# マヌエル・ドス・サントス
マヌエル・ドス・サントス・フェルナンデス（Manuel dos Santos Fernandes、1974年3月23日 - ）はカーボベルデ出身のフランス人の元サッカー選手。ポジションはディフェンダー。
カーボベルデ出身で、6歳で渡仏したフランス人プレーヤー。
プロになって数年間は攻撃的なポジションでプレーするもサイドバックへとコンバートされた。しかしながら攻撃好きな性格は変わらず、サイドを駆け上がり攻撃の要となる動きが持ち味である。
2010年よりASモナコのユースチームのコーチを務めている。

## 所属クラブ
- ASモナコ 1995-1997, 2006-2007
- モンペリエHSC 1997-2000
- オリンピック・マルセイユ 2000-2004
- SLベンフィカ 2004-2006
- RCストラスブール 2007-2008